# 1re cérémonie des Boston Online Film Critics Association Awards
La 1re cérémonie des Boston Online Film Critics Association Awards (BOFCA Awards), décernés par la Boston Online Film Critics Association, a eu lieu le 9 décembre 2012, et a récompensé les films réalisés dans l'année,.

## Palmarès
Meilleur film
- Zero Dark Thirty

Meilleur réalisateur
- Kathryn Bigelow pour Zero Dark Thirty

Meilleur acteur
- Daniel Day-Lewis pour le rôle d'Abraham Lincoln dans Lincoln

Meilleure actrice
- Jessica Chastain pour le rôle de Maya dans Zero Dark Thirty

Meilleur acteur dans un second rôle
- Tommy Lee Jones pour le rôle de Thaddeus Stevens dans Lincoln

Meilleure actrice dans un second rôle
- Anne Hathaway pour le rôle de Fantine dans Les Misérables

Meilleure distribution
- Moonrise Kingdom

Meilleur scénario
- Lincoln – Tony Kushner

Meilleure photographie
- Skyfall – Roger Deakins

Meilleur montage
- Zero Dark Thirty – William Goldenberg et Dylan Tichenor

Meilleure musique originale
- The Master – Jonny Greenwood

Meilleur film en langue étrangère
- Oslo, 31 août (Oslo, 31. august)  Norvège

Meilleur film d'animation
- L'Étrange Pouvoir de Norman (ParaNorman)

Meilleur film documentaire
- How to Survive a Plague